# Hypericum drummondii
Hypericum drummondii är en johannesörtsväxtart som först beskrevs av Robert Kaye Greville och Hook., och fick sitt nu gällande namn av John Torrey och Gray. Hypericum drummondii ingår i släktet johannesörter, och familjen johannesörtsväxter. Inga underarter finns listade i Catalogue of Life.